# Liste des phares de l'Illinois

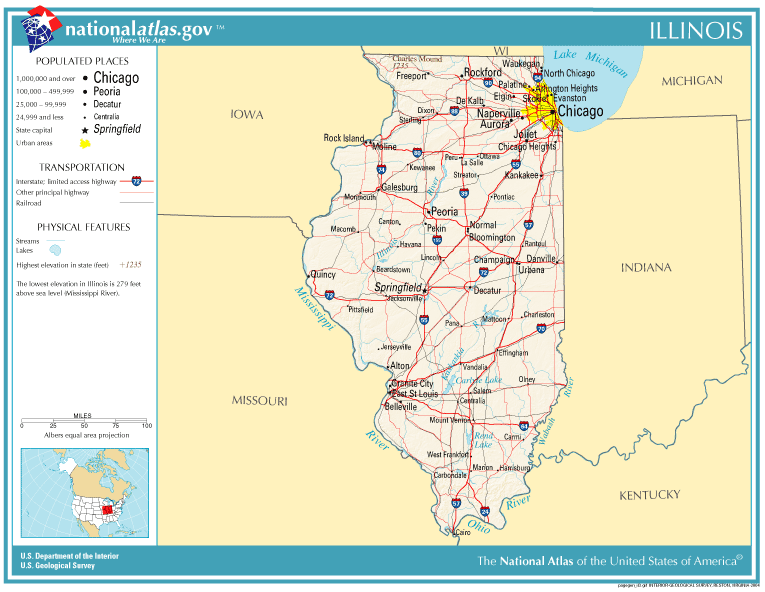
Carte de l'Ilinois

La liste des phares de l'Illinois dresse la liste des phares de l'État américain de l'Illinois répertoriés par la United States Coast Guard. Les phares sont situés sur le littoral sud du lac Michigan.
Les aides à la navigation dans l'Ohio sont gérées par le neuvième district de l' United States Coast Guard , mais la propriété (et parfois l’exploitation) de phares historiques a été transférée aux autorités et aux organisations de préservation locales.
Leur préservation est assurée par le National Park Service ou par des propriétaires privés et sont répertoriés au Registre national des lieux historiques (*).

## Comté de Lake
- Phare de Waukegan Harbor

## Comté de Cook
- Phare de Grosse Point *
- Phare de Wilson Avenue Crib
- Phare de William E. Dever Crib
- Phare de Chicago *

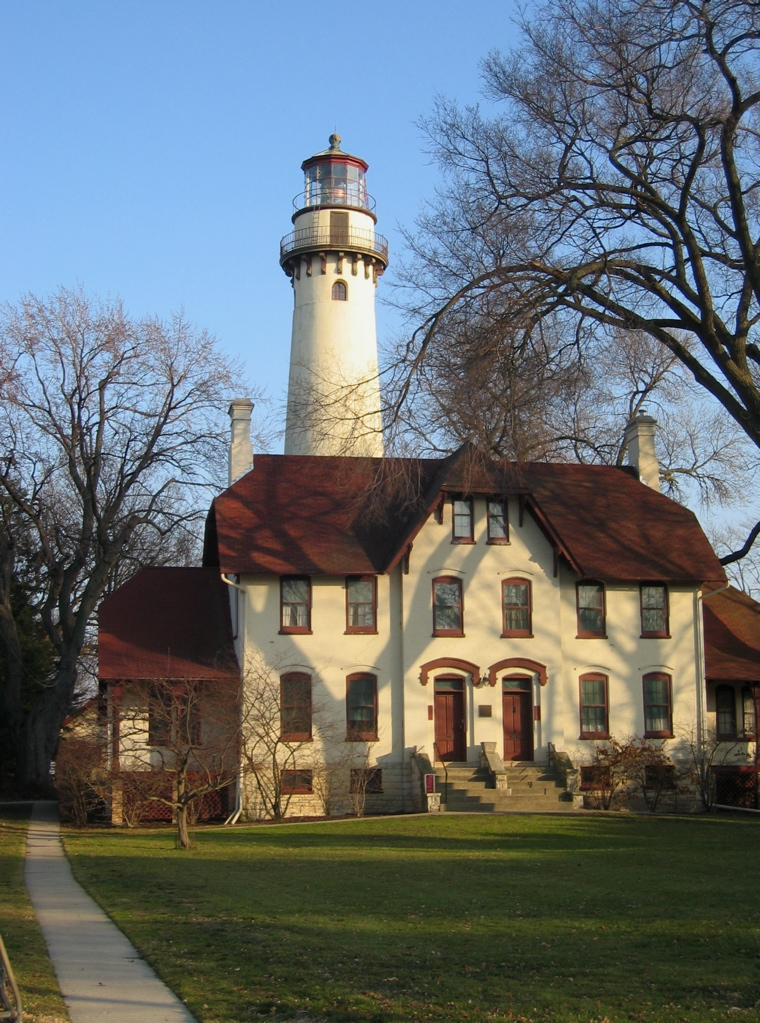
Grosse point

- Phare de Chicago Harbor Southeast Guidewall
- Phare de Four Mile Crib
- Phare de 68th Street Crib